# 2-я Смирновка
2-я Смирновка — посёлок сельского типа в Московской области России. Входит в городской округ Солнечногорск. Население — 68 чел. (2010).

## География
Посёлок 2-я Смирновка расположен на севере Московской области, в северо-западной части округа, на Ленинградском шоссе (федеральная автодорога М10), примерно в 7 км к северо-западу от центра города Солнечногорска.
В посёлке 2 улицы — Дачная и Кирпичного завода, приписано 11 садоводческих товариществ. Ближайшие населённые пункты — деревни Козино, Коськово и Мошницы. Имеется прямое автобусное сообщение с Клином, Солнечногорском и Москвой (маршруты № 30, 37, 437).

## Население
| 1966 | 1998 | 2002 | 2010 |
| ---- | ---- | ---- | ---- |
| 190  | ↘92  | ↘75  | ↘68  |

## История
В 1966 году в деревне Смирновка-2 насчитывалось 53 хозяйства, проживало 190 жителей (85 мужчин, 105 женщин).
С 1994 до 2006 гг. посёлок входил в Мошницкий сельский округ Солнечногорского района.
С 2005 до 2019 гг. посёлок включался в Смирновское сельское поселение Солнечногорского муниципального района. Один из двенадцати волнистых клиньев, изображённых на гербе и флаге сельского поселения, символизирует посёлок, как входивший в число крупных населённых пунктов муниципального образования.
С 2019 года посёлок входит в городской округ Солнечногорск, в рамках администрации которого относится с территориальному управлению Смирновское.